# Saint-Clément-des-Levées
 Saint-Clément-des-Levées  es una población y comuna francesa, en la región de Países del Loira, departamento de Maine y Loira, en el distrito de Saumur y cantón de Saumur-Nord.

## Demografía
| 981 | 956 | 935 | 909 | 937 | 1005 |
| Para los censos de 1962 a 1999 la población legal corresponde a la población sin duplicidades (Fuente: INSEE [Consultar]) |     |     |     |     |      |